# Sangbog
En sangbog er en bog med en samling af sange. En sangbog kan indeholde teksten til sange, melodien, eller både tekst og melodi.
Udover melodien kan musikken være repræsenteret med harmonisering via for eksempel et klaverarrangement eller becifring.
Sangene er gerne nummereret og indekseret efter første verselinje.
Sangbøger kan have forskellige temaer eller være rettet mod forskelligt publikum: 
Salmebøger er sangbøger med religiøst indhold, børnesangbøger retter sig mod børn.
Et eksempel på det sidste er "De små synger" og den svenske Nu ska vi sjunga udgivet første gang i 1943.

## Danske sangbøger
I Danmark er Den Danske Salmebog og Højskolesangbogen blandt de mest kendte.[kilde mangler]
Blandt de ældste sangbøger fra Danmark er Malmø-salmebogen, som Christiern Pedersen samlede omkring 1533.
Anders Sørensen Vedels samling Hundredvisebogen, der blev udgivet 1591, var den første nordeuropæiske visesamling.
| Titel                                                                | Årstal | Udgiver                                                            | Antal                 | Tekst, melodi, ...                  | Link |
| -------------------------------------------------------------------- | ------ | ------------------------------------------------------------------ | --------------------- | ----------------------------------- | ---- |
| Hundredvisebogen                                                     | 1591   | Anders Sørensen Vedel                                              |                       | Tekst                               |      |
| 200 Viser om Konger, Kæmper og andre                                 | 1695   | Peder Syv                                                          | 200                   | Tekst                               |      |
| Udvalgte danske Viser fra Middelalderen                              | 1812   | Rasmus Nyerup, Knud Lyne Rahbek og Werner Hans Frederik Abrahamson |                       | Tekst og melodi                     |      |
| Danske Folkeviser og Melodier                                        | 1837   | Frederik Sneedorff Birch                                           | 5                     | ?                                   |      |
| Folke-sange og melodier                                              | 1842–  | Andreas Peter Berggreen                                            | 24 danske i 1. udgave | Tekst og melodi                     |      |
| Nye og gamle Viser af og for Danske Folk                             | 1849   | P.O. Boisen                                                        | 87                    | Tekst i 1. udgave, senere melodibog |      |
| Tohundrede Sange, udgivne af "Sønderjydsk Samfund" ved J.J. Lohmann" | 1867   | J.J. Lohmann                                                       | 200                   | Tekst                               |      |